# Ana Jiménez Martín
Ana Jiménez Martín es una ingeniera española reconocida internacionalmente por sus trabajos de investigación e innovación en el ámbito de la Electrónica y la Telecomunicación. Es profesora titular de la Universidad de Alcalá de Henares (UAH), en Madrid, España. Adscrita a día de hoy al área de Tecnología Electrónica en el Departamento de Electrónica de la Escuela Politécnica Superior de Alcalá (UAH). Fue nombrada "Best Women in Engineering Paper Award " junto al equipo de investigadores bajo el trabajo titulado "Symbolic Localization of Institutionalized Patients for Detection of Daily Living Activities" en la 15 Edición de la IEEE International Symposium on Medical Measurements and Applications.

## Trayectoria académica e investigación
Se licenció como Física de Materiales por la Universidad Complutense de Madrid e Ingeniería de materiales por la Universidad Politécnica de Madrid. Es doctora en Ingeniería de materiales por la Universidad Politécnica de Madrid en el Departamento de Ingeniería Electrónica, dentro del Programa de Materiales y Dispositivos Electrónicos desde 2003, con la tesis doctoral titulada "Crecimiento y Fabricación de transistores HEMT de AlGaN/GaN por epitaxia de haces moleculares".

### Líneas de investigación
Inicialmente investigó sobre Ciencia de Materiales y Microelectrónica, centrada en el crecimiento y caracterización de heteroestructuras basadas en GaN. Al incorporarse a la Universidad de Alcalá (UAH) su trabajo se centró en sensores ultrasónicos, técnicas de posicionamiento en interiores y medios subacuáticos para entornos inteligentes. Su línea de investigación más actual se orienta a la inteligencia ambiental orientada a la asistencia a la vida independiente, para aplicaciones en el campo de la salud: Frailty+Check.
Sus proyectos actualmente son "Mejora del rendimiento y la robustez de los sistemas de ubicación en interiores para aplicaciones en robótica y vida asistida"  y "Contribución al diagnóstico de fragilidad basado en la actividad física del paciente y el reconocimiento de la conducta".

### Grupo de investigación
Integrante del Grupo GEINTRA, Ingeniería Electrónica Aplicada a Espacios Inteligentes y Transporte,  desde 2004. Es un grupo de investigadores oficialmente reconocido por la UAH que aglutina a un total de 23 profesores doctores y numerosos becarios asociados a distintos proyectos de investigación y programas de formación.

### Publicaciones
Tiene en su haber más de un centenar de Publicaciones y artículos científicos en revistas de reconocido prestigio en el área y congresos internacionales, entre ellos: 
- Joaquín Aparicio, Ana Jiménez, Fernando J. Álvarez, Daniel Ruiz, Carlos De Marziani, Jesús Ureña. "Characterization of an Underwater Positioning System Based on GPS Surface Nodes and Encoded Acoustic Signals". Revista: IEEE Transactions on Instrumentation and Measurement[9] (ISSN: 0018-9456). doi: 10.1109/TIM.2016.2552699
- Jiménez Martín, Ana; Hernández Alonso, Álvaro; Ruiz Pereda, Francisco Daniel; Gude Rodríguez, Isaac; Marziani, Carlos Manuel de; Pérez Rubio, María del Carmen; Álvarez Franco, Fernando Javier; Gutiérrez Fernández, César; Ureña Ureña, Jesús ."EMFi-Based Ultrasonic Sensory Array for 3D Localization of Reflectors Using Positioning Algorithms." [10]  (ISSN: 1530-437X). IEEE Sensors Journal. 2015 , vol 5 , num 15 , p. 2951 - 2962
- Gutiérrez Fernández, César; Jiménez Martín, Ana; Martín Arguedas, Carlos Julián; Hernández Alonso, Álvaro; "Diseño de la etapa de recepción para un sistema de imagen ultrasónica basado en System-On-Chip."[10]  Actas del XXII Seminario Anual de Automática, Electrónica Industrial e Instrumentación (SAAEI 2015). (ISBN: 978-84-944131-2-4 ). 2015. p. 1 - 5 .

## Premios, colaboraciones y participación
- Entrega del  XIV Premio del Consejo Social a la Transferencia de Conocimiento Universidad-Sociedad, habiendo sido premiado en la categoría de Ciencias de la Salud, Experimentales y las ramas técnicas de la enseñanza con el trabajo “Inteligencia ambiental para la vida independiente” del Grupo de Investigación GEINTRA.[11]
- Premio para Grupos de Innovación Docente: Grupo de Enseñanza Interactiva e Internacional en Ingeniería EI3.[12]   Entidad concesionaria: Universidad Alcalá de Henares (UAH) a Propuesta de la Universidad Alcalá de Henares, Comunidad de Madrid, España, 2015.
- Premio 11º Concurso de Ideas para la Creación de Empresas de Base Tecnológica de la UAH. Entidad organizadora: Universidad de Alcalá de Henares (UAH).[13]
- Colabora con el Instituto ISOM[14] de la Universidad Politécnica de Madrid (UPM) y el Grupo IsomGraphene en el área de microelectrónica.[15]
- Parque Científico y Tecnológico, participación en Exposición "Mujeres Científicas" en las actividades organizadas para conmemorar el Día de la Mujer y la Niña en la Ciencia, del Instituto de la Mujer de Castilla-La Mancha.[16]
- Reconocimiento al equipo de investigadores en la 15 Edición de la IEEE International Symposium on Medical Measurements and Applications, 2020, bajo el trabajo titulado "Symbolic Localization of Institutionalized Patients for Detection of Daily Living Activities"[17]